# Едуард Шаванн
Едуард Шаванн, повне ім'я Емманюель-Едуар Шаванн (фр. Emmanuel Édouard Chavannes; кит.沙畹); (5 жовтня 1865, Ліон — 20 січня 1918 року, Париж) — французький археолог і синолог, професор Колеж де Франс (з 1893 р.). Найбільш відомий як перший перекладач Сима Цяня французькою мовою (переклав 47 глав з 130, що входять до «Історичних записів»). Переклад був в 1960-тих роках перевиданий ЮНЕСКО. У число його студентів входили Поль Пелліо, Марсель Гране, В. М. Алексєєв.
З 1903 р. був членом французької Академії написів (Académie des inscriptions et belles-lettres), а з 1915 р. — її президентом. З 1913 р. — член-кореспондент Петербурзької Академії наук.

## Біографія
Едуард Шаванн — представник старовинного роду, який сповідував протестантизм з кінця XVI ст.. Едуард був другою дитиною, чиє народження коштувало життя його матері. Виховувався у бабусі в Лозанні, закінчив ліцей у Ліоні. Під час навчання у Вищій нормальній школі в Парижі зацікавився Китаєм. Після здобуття освіти, в 1889 р. був направлений в Пекін співробітником дипломатичної місії без певних обов'язків. У Пекіні він досконало вивчив китайську мову, а також обрав предметом наукового вивчення Сима Цяня — першого великого історіографа Китаю, який заклав жанр династичної хроніки. У 1890 р. в одному з журналів була опублікована перший переклад — 28 глава «Історичних записів».
Під час відпустки у Франції, в 1890 р. Шаванн одружився з дочкою ліонського окуліста д-ра Дора. У тому ж році він зацікавився археологічними пам'ятками епохи Хань, виявленими китайськими вченими ще в XVIII ст.. 29 березня 1893 р. Шаванн, ще перебуваючи в Пекіні, був призначений завідувачем кафедри китайської мови і літератури Коллеж де Франс, ставши її четвертим главою, після Абеля-Ремюза, С. Жюльєна і маркіза Ерве де Сен-Дені (завідував кафедрою в 1873 р.). 28-річний професор Шаванн прочитав свою першу лекцію 5 грудня 1893 р..
У 1895 р. був опублікований перший том повного перекладу «Історичних записів» Сима Цяня. Загальний обсяг видання передбачався в 10 томів, але так і не був реалізований через величезне різноманіття синологічних інтересів Шаванна. Всього до 1901 р. вийшло друком п'ять томів, за другий том в 1898 р. Шаванн був удостоєний премії С. Жюльєна.
У тому ж 1895 р. Едуард Шаванн став вченим секретарем Паризького Азійського товариства, дійсним членом якого був з 1888 р.. У 1904 р. був делегатом XIV Конгресу сходознавців, що проводився тоді в Алжирі. На Конгресі він виступив з доповіддю про унікальні ворота епохи Юань (1345 р), що збереглися в селі Цзюйюн Гуань (кит. трад. 居庸關, спр. 居庸关, піньїнь: Jūyōng Guān). Напис виконано на санскриті, тибетською, монгольською, тангутскою (Західна Ся) і китайською мовами, письмом Пагба-лама.
З 1904 р. Едуард — один з редакторів відомого на той час синологічного журналу «Тун бао».
На початку XX ст. Шаванн зацікавився дорожніми нотатками китайських паломників, що прямували в Індію. Він був першим дослідником китайської епіграфіки, що збереглася у культових місцях Індії. Шаванн же був піонером вивчення писемних пам'яток Середньовіччя, що збереглися в Центральній Азії. Пік досліджень припав на 1906—1908 рр., коли науковець організував археологічну експедицію в Китай, брав участь в якій і В. М. Алексєєв, відряджений в цю країну для підготовки до посади приват-доцента Петербурзького університету.
У 1916 р. Едуард Шаванн був обраний дійсним членом Королівського Азійського товариства в Лондоні завдяки дослідженням епіграфіки періоду династії Шан, так званих «кісток для ворожінь». Саме Шаванн зміг впізнати в тих записах деякі топоніми та імена стародавніх правителів, відомих з творів Сима Цяня.
Шаванн не відрізнявся міцним здоров'ям, а випробування Першої світової війни підточили його сили. Помер він 20 січня 1918 р. від надсильної перевтоми.

## Наукові погляди
На початку свого наукового шляху Шаванн вважав, що синологія не готова до вивчення давньої китайської думки, так як не до кінця вивчена історія стародавнього Китаю, зокрема, немає зразків перекладів оригінальних джерел — історичних хронік. Ставив собі за мету створення цілісної наукової історії Китаю, в тому числі його ідеологічних течій. Вперше в синологічній практиці став проводити польові дослідження в Китаї з метою розвідки пам'яток стародавньої культури країни.
В області вивчення релігії дотримувався думки, що психологія китайців виключно практична і спрямована на блага земного життя, але вказував й на значну роль релігійних традицій в суспільних відносинах Китаю. Гадав, що древня китайська релігія збереглася без змін до початку XX в. в формі даосизму. Буддизм не зіграв революційної ролі в історії Китаю, як це сталося з християнством в Європі. Шаванн запропонував один з перших нарисів історії даоського вчення. Конфуціанство вважав основною перешкодою для вестернізації Китаю. Разом з тим, розглядав історію Китаю як частину всесвітньої історії.

## Основні праці
- Les Mémoires historiques de Se ma Ts'ien traduits et annotés par Édouard Chavannes, Professeur au Collège de France. Publication encouragée par la Société Asiatique.
- Le Calendrier des Yn. — Journal asiatique, VIIIe sér., t. XVI, 1890, pp. 463 510.
- Nouvelle note sur la Chronologie chinoise de l'an 238 à l'an 87 av. J.-C. (Journal asiatique., IXe sér., t. X, 1897, pp. 539 544).
- Voyage des Pélerins bouddhistes. — L'itinéraire d'Ou Kong (751—790), traduit et annoté par MM. Sylvain Lévi et Édouard Chavannes. (Journal asiatique, IXe série, t. VI, 1895, pp. 341 384.)
- Voyageurs chinois chez les Khitan et les Jou tchen. (Journal asiatique, mai-juin 1897, pp 377 442 ; mai-juin 1898, pp. 361 439).
- Les Inscriptions de Wang Hiuen ts'e traduites par M. Cha¬vannes. (Journal asiatique, IXe sér., t. XV, 1900, pp. 332 341).
- Rapport annuel fait à la Société asiatique dans la séance du 10 juin 1895 par M. Édouard Chavannes. (Journal asiatique, IXe sér., t. VI, 1895, pp. 40 217).
- Notice sur Gabriel Devéria. (Journal asiatique, IXe sér., XIV, 1899, pp. 375–387).
- Note préliminaire sur l'inscription de Kiu vong koan. Première partie. Les inscriptions chinoises et mongoles, par Éd. Chavannes. (Journal asiatique, IXe sér., t. IV, 1894, pp. 354 373).
- Les Inscriptions des Ts'in. (Journal asiatique, IXe sér., t. I, 1893, pp. 473–521).
- Une inscription du royaume de Nan Tchao. (Journal asiatique, IXe sér., t. XVI , 1900, pp. 381–450.)
- Quatre Inscriptions du Yun nan (Mission du Commandant d'Ollone). (Journal asiatique, Xe sér., t. XIV, 1909, pp. 5 46).
- Note additionnelle sur l'inscription de Che tcheng (971 p. C.) — (Journal asiatique, nov. déc. 1909, pp. 511–514).
- Confucius. (Revue de Paris, 15 février 1903 , pp. 897 844.)
- Le Dieu du Sol dans l'ancienne religion chinoise.
- Les livres chinois avant l'invention du papier. Journal asiatique, Xe sér., t. V, 1905, pp. 5 77.
- Un traité manichéen retrouvé en Chine traduit et annoté par MM. Éd. Chavannes et P. Pelliot. Journal asiatique,
  - Première partie: Xe sér., t. XVIII, 1911, pp. 499 617 ;
  - Deuxième partie: XIe sér., t. I, 1913, pp. 99 394.
- Le T'ai Chan, Essai de monographie d'un Culte chinois. Appendice: Le Dieu du Sol dans la Chine antique, par Édouard Chavannes. Paris, Ernest Leroux, 1910, in 8, pp. 591.
- Le défilé de Long Men dans la province de Ho nan, par Édouard Chavannes. (Journal asiatique., IXe sér., t. XX, 1902, pp. 133 158).
- Cinq cents Contes et Apologues extraits du Tripitaka chinois et traduits en français par Edouard Chavannes… Publiés sous les auspices de la Société Asiatique. — Paris, Ernest Letroux, 1910 1911 , 3 vol. in 8.
- Quelques titres énigmatiques dans la hiérarchie ecclésiastique du Bouddhisme indien, par MM. Sylvain Lévi et Édouard Chavannes. (Journal asiatique, XIe sér., t. V, 1915, pp. 193 223).
- Les seize Arhats Protecteurs de la Loi, par Sylvain Lévi et Édouard Chavannes. (Journal asiatique., XIe sér., t. VIII, 1916, pp. 5 50 et 189 304.)
- La divination par l’écaille de tortue dans la haute antiquité chinoise d'après un livre de M. Lo Tchen yu). Journal asiatique, Xe sér., t. XVII, 1911, pp. 127–137.
- Note . une amulette avec inscription en caractères Pe se pa. (Journal asiatique., IXe sér., t. IX, 1897, pp. 148 149 et 376.)
- De l'expression des vœux dans l'art populaire chinois. (Journal asiatique, XIe sér., t. I, 1901, pp. 193 233).
- Un faux archéologique chinois, par M. Édouard Chavannes. (Journal asiatique, Xe sér., t. XI, 1908, pp. 501–510).
- Chavannes, Édouard; Petrucci, Raphaël. La peinture chinoise au musée Cernuschi en 1912 [: avril-juin]. — Bruxelles, Paris: G. Van Oest & Cie, 1914. — 100 p. — («Ars asiatica», 1).
- La peinture chinoise au Musée du Louvre // T'oung Pao. — Série II. Vol.5. — Lieide: Brill, 1904. — 672 p. — P.310-331.
- Inscriptions et pièces de chancellerie chinoises de l'époque mongole // Ibidem. — P.357-447.
- De quelques idées morales des Chinois, par Ed. Chavannes. (Asie .jr(mcaùe, Bull., avril juin 1917, pp. 85 88.)
- Sûtra prononcé par le Buddha au sujet du roi Tchan t'o yue. (Journal asiatique, Mars Avril 1917, pp. 262 266.)
- De l'expression des vœux dans l'art populaire chinois // Bulletin de l'École française d'Extrême-Orient. 1922. — Tome 22. — P.298-301.

### Сучасні видання
- Documents sur les Tou-kiue (Turcs) occidentaux. Édouard Chavannes. 1900. Paris, Librairie d'Amérique et d'Orient. Reprint: Taipei. Reprint: Cheng Wen Publishing Co., 1969.
- Se-Ma Ts'ien: Les mémoires historiques, Traduits et annotés par Édouard Chavannes, 6 Bände, Paris: Adrien-Maisonneuve, 1967—1969 (Collection UNESCO d'oeuvres représentatives: Série Chinoise)
- Le T'ai chan: essai de monographie d'un culte chinois: appendice Le dieu du sol dans la Chine antique, Faksimile der Ausgabe von 1910 Phénix Editions, 2000., ISBN 978-2-7458-0906-3
- Contes et Légendes du Bouddhisme Chinois, DHARMA, 1998, ISBN 978-2-86487-031-9
- Certain works and translations [Архівовано 16 червня 2011 у Wayback Machine.] are available at the site of the Université du Québec à Chicoutimi